# Podlesie (Wałbrzych)
Pour les articles homonymes, voir Podlesie.
Podlesie est une localité polonaise de la gmina de Walim, située dans le powiat de Wałbrzych en voïvodie de Basse-Silésie.